# Chiesa cattolica in Europa
La Chiesa cattolica in Europa è parte della Chiesa cattolica, sotto la guida del Papa ed ha il suo centro geografico e amministrativo nella Santa Sede.

## Popolazione
Circa un terzo della popolazione europea risulta battezzata come cattolica, ma solo un quarto di tutti i cattolici del mondo risiede in Europa, prevalentemente a causa della storica attività missionaria.

### Paesi tradizionalmente cattolici
I paesi europei tradizionalmente appartenenti al cattolicesimo sono: Irlanda, Lettonia sud-orientale, Lituania, Polonia, Slovacchia, Repubblica Ceca, Ungheria, Slovenia, Croazia, Albania settentrionale, Austria, Germania meridionale e occidentale (Baviera, Renania, Franconia e Turingia), Belgio, Olanda meridionale, Lussemburgo, alcune parti della Svizzera, Francia, Spagna, Portogallo e Italia.